# Zhu Jianhua
Zhu Jianhua, Chinees: 朱建华 (Shanghai, 29 mei 1963) is een voormalige Chinese atleet, die het hoogspringen in de jaren tachtig in Azië domineerde. Hij was meervoudig Aziatisch kampioen hoogspringen en won brons op de wereldkampioenschappen en de Olympische Spelen. Ook verbeterde hij driemaal het wereldrecord.

## Loopbaan
Zijn eerste overwinning boekte Zhu op de Aziatische kampioenschappen van 1981, waarbij hij het kampioenschapsrecord met 15 centimeter verbeterde. Ook won hij het hoogspringen op de Aziatische Spelen van 1982 en 1986 met groot verschil. Op 11 juni 1983 verbeterde hij in Peking het wereldrecord hoogspringen tot 2,37 m. Hiermee was Zhu de eerste Chinese atleet die een officieel erkend wereldrecord vestigde. Hij verbeterde dit record nadien nog tweemaal met 1 centimeter tot 2,39. Zijn wereldrecord werd in 1985 door de Rus Rudolf Powarnizin verbroken.
Op de wereldkampioenschappen van 1983 in Helsinki won Zhu met een hoogte van 2,29 een bronzen medaille achter de Rus Gennadi Avdejenko en de Amerikaan Tyke Peacock. Een jaar later werd het op de Olympische Spelen van Los Angeles opnieuw brons achter de Duitser Dietmar Mögenburg en de Zweed Patrik Sjöberg (zilver).
In 1987 wist Zhu Jianhua zich in Rome met 2,24 niet te kwalificeren voor de finale van de WK.

## Titels
- Aziatische Spelen kampioen hoogspringen - 1982, 1986
- Aziatisch kampioen hoogspringen - 1981, 1983
- Chinees kampioen hoogspringen - 1988

## Persoonlijke records
| Onderdeel              | Prestatie          | Datum        | Plaats    |
| ---------------------- | ------------------ | ------------ | --------- |
| hoogspringen (outdoor) | 2,39 m (ex-WR, NR) | 10 juni 1984 | Eberstadt |
| hoogspringen (indoor)  | 2,31 m (ex-NR)     | 5 maart 1986 | Kobe      |

## Wereldrecords
- 2,37 m - Peking, 11 juni 1983
- 2,38 m - Shanghai, 22 september 1983
- 2,39 m - Eberstadt, 10 juni 1984

## Palmares

### hoogspringen
- 1980:  ISF World Gymnasiade - 2,19 m
- 1981:  Aziatische kamp. - 2,30 m
- 1981:  Universiade - 2,25 m
- 1982:  Aziatische Spelen - 2,33 m
- 1983:  WK - 2,29 m
- 1983:  Aziatische kamp. - 2,31 m
- 1984:  OS - 2,31 m
- 1986:  Aziatische Spelen - 2,31
- 1987: 8e WK indoor - 2,28 m
- 1987: 6e in kwal. WK - 2,24 m
- 1988:  Chinese kamp. - 2,21 m

- World Athletics: 14345223
- International Standard Name Identifier: 0000 0000 6425 6487
- Library of Congress Control Number: nr99034051
- Nederlandse Thesaurus van Auteursnamen: 234783842
- Virtual International Authority File: 17145274
- WorldCat: E39PBJhXbWrMB98PXbXQWdFkDq